# Anthony Selway
Sir Anthony Dunkerton „Mark“ Selway, KCB, DFC (* 20. Februar 1909; † 19. Juni 1984) war ein britischer Offizier der Royal Air Force, der als Generalleutnant (Air Marshal) zwischen 1962 und 1965  Oberkommandierender des Küstenkommandos (RAF Coastal Command) war. Er bekleidete ferner zwischen 1964 und 1968 das Ehrenamt als Gentleman Usher of the Scarlet Rod und war von 1968 bis 1979 Registrator und Sekretär des Order of the Bath.

## Leben

### Offiziersausbildung und Zweiter Weltkrieg

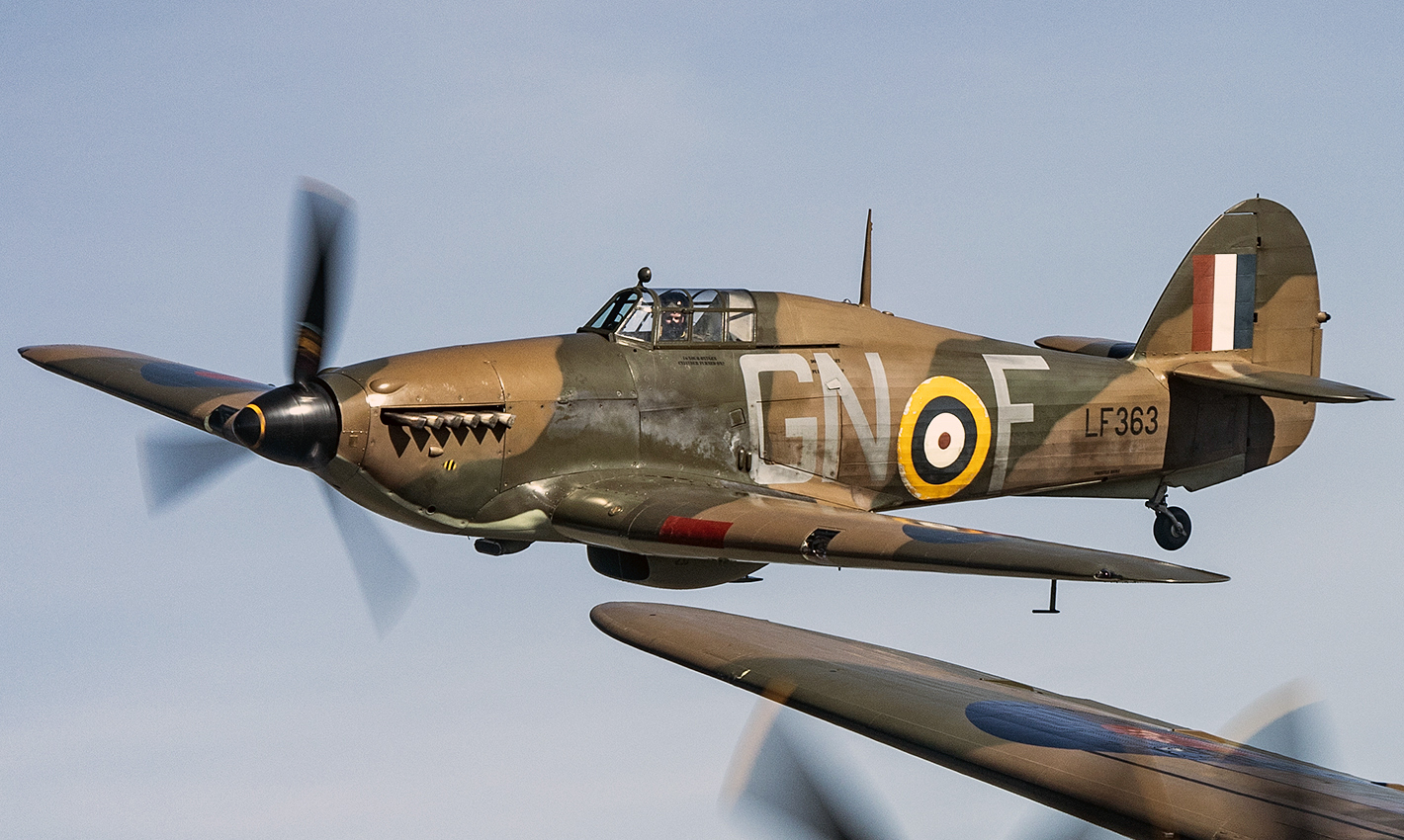
Als Kommandant des Stützpunktes RAF Aston Down flog Selway zum Ende des Zweiten Weltkrieges ein persönliches Hawker Hurricane-Jagdflugzeug.

Anthony Dunkerton „Mark“ Selway, Sohn von C. J. Selway, CVO, CBE, begann nach dem Besuch der Highgate School 1927 als Flight Cadet eine Offiziersausbildung in der A-Squadron des Royal Air Force College Cranwell. Nach deren Abschluss wurde er am 27. Juli 1929 als Leutnant (Pilot Officer) Pilot der auf dem Militärflugplatz RAF Tangmere stationierten No. 1 Squadron RAF. Nach seiner Beförderung zum Oberleutnant (Flying Officer) am 27. Januar 1931 wurde er am 22. April 1931 Fluglehrer QFI (Qualified Flying Instructor) an der No. 5 Flying Trying School sowie am 27. Mai 1932 an der Zentralen Flugschule CFS (Central Flying School). Während seiner dortigen Lehrtätigkeit zur Kunstflugstaffel, die 1932 Schulflugzeuge vom Typ De Havilland DH.82 Tiger Moth sowie 1933 vom Typ Avro 621 flog. Im Anschluss wurde er am 12. Juni 1934 Adjutant und Flugausbilder der zur Luftwaffenreserve (Royal Auxiliary Air Force) gehörenden No. 602 (City of Glasgow) Sqn RAAF und wurde dort am 29. Januar 1935 zum Hauptmann (Flight Lieutenant) befördert. Am 2. Dezember 1936 wurde er zum Stab des Stützpunktes RAF Amman.
Nach seiner Beförderung zum Major (Squadron Leader) am 1. April 1938 war er zwischen dem 9. und dem 13. April 1938 kommissarischer Kommandeur der dort stationierten No. 6 Squadron RAF. Am 5. Mai 1938 wurde er Kommandeur (Commanding Officer) der No. 14 Squadron RAF und behielt diese Funktion nach Beginn des Zweiten Weltkrieges bis zum 28. September 1940. Während dieser Zeit besuchte er zwischen dem 9. Februar und dem 5. März 1940 einen U-Jagd-Lehrgang auf dem Militärflughafen RAF Abu Suweir und wurde am 16. August 1940 mit dem Distinguished Flying Cross (DFC) ausgezeichnet. Nachdem er am 1. September 1940 als Berufssoldat (Permanent Commission) in die RAF übernommen wurde, wurde er am 6. Oktober 1940 Offizier im Stab der No. 203 Group RAF sowie daraufhin am 4. August 1941 Stabsoffizier für Operationen im Hauptquartier der britischen Luftstreitkräfte im Mittleren Osten (RAF Middle East). Für seine dortigen militärischen Verdienste wurde er am 24. September 1941 im Kriegsbericht erwähnt (Mentioned in dispatches). 1942 war er für einige Zeit Fluglehrer an der am 1. April 1942 neu gegründeten Empire Central Flying School auf dem Stützpunkt RAF Hullavington, in der Piloten insbesondere auf Airspeed Oxford-Schulflugzeugen, aber auch auf Hawker Hurricane-Jagdflugzeugen ausgebildet wurden.
Am 1. September 1942 wurde Squadron Leader „Mark“ Selway Kommandant des Luftwaffenstützpunktes RAF Church Lawford sowie am 1. April 1943 Leitender Stabsoffizier SASO (Senior Air Staff Officer) der No. 23 (Training) Group. Im Anschluss übernahm er am 11. Juni 1944 den Posten als Kommandeur der No. 55 Operational Training Unit (OTU) RAF sowie zugleich als Kommandant des Stützpunktes RAF Aston Down. In dieser Zeit flog er ebenfalls ein persönliches Hawker Hurricane-Jagdflugzeug mit der Kennung „Z2515 AD-S“. Am 1. Dezember 1944 erfolgte seine Beförderung zum Oberstleutnant (Wing Commander).

### Nachkriegszeit, Aufstieg zumAir MashalsowieGentleman Usher of the Scarlet Rod

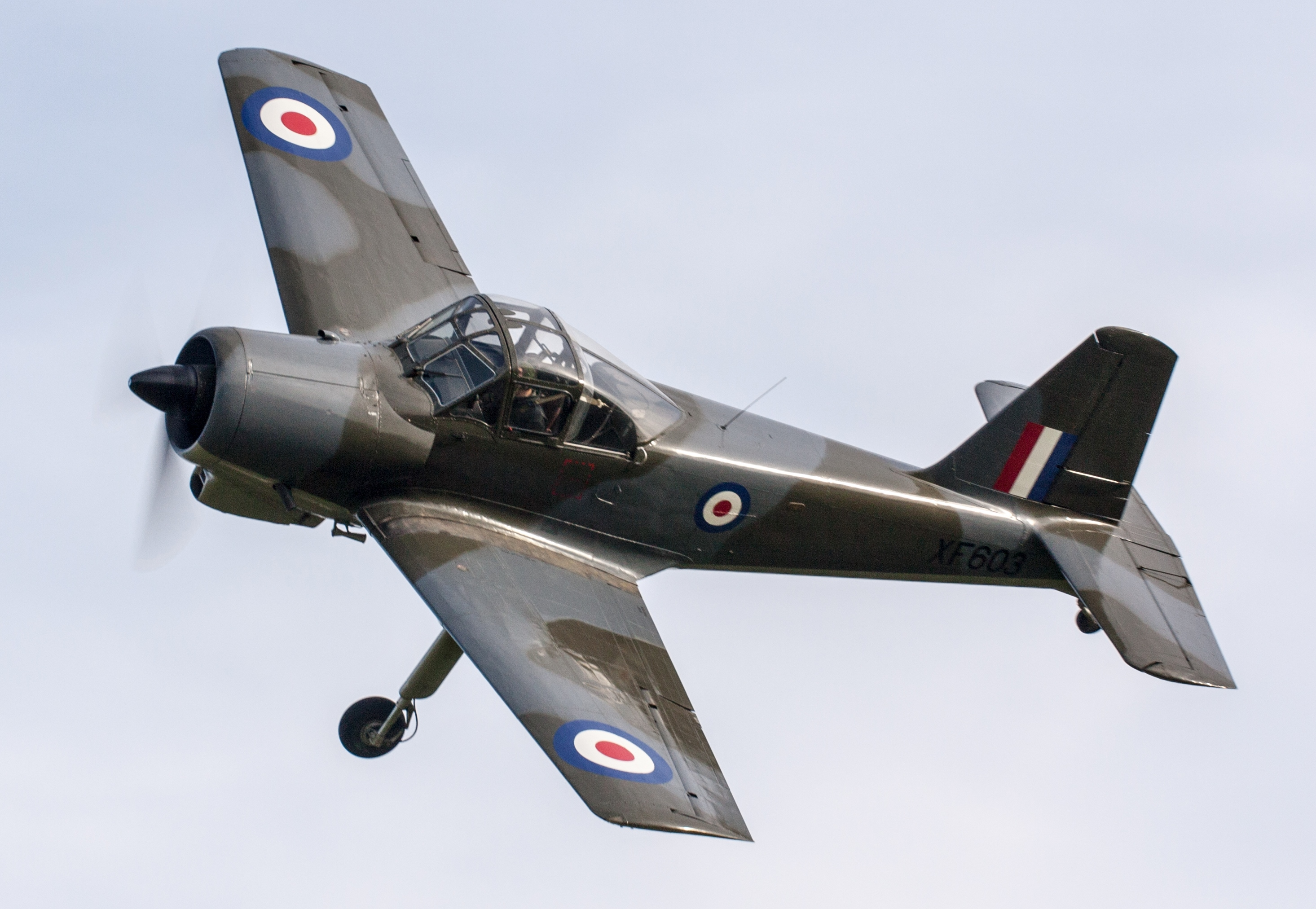
Zum Ende von Selways Dienstzeit als Kommandant der Central Flying School kam es 1953 zur Einführung des Percival Provost-Schulflugzeuges.

Nach Kriegsende wurde Wing Commander Selway Leitender Verwaltungsoffizier SOA (Senior Administration Officer) der No. 232 Group RAF und erhielt als solcher am 1. Juli 1947 seine Beförderung zum Oberst (Group Captain). Er besuchte 1948 das Joint Services Staff College (JSSC) und wurde im Anschluss 1948 im Luftwaffenstab stellvertretender Leiter des Referats Flugausbildung (Deputy Director of Flying Training). Er wurde 1951 Kommandant der Central Flying School und wurde dort am 1. Juli 1952 zum Brigadegeneral (Air Commodore) befördert. Darüber hinaus wurde er am 5. Juni 1952 auch Companion des Order of the Bath (CB). Zum Ende seiner Dienstzeit an der Zentralen Flugschule kam es 1953 zur Einführung des Percival Provost-Schulflugzeuges. Im Vergleich zu den bisherigen Schulungsflugzeugen vom Typ Percival Prentice stellte dies eine „Revolution“ dar, da das neue Flugzeug mit seinem Alvis Leonides 126-Sternmotor mit 410 kW eine Höchstgeschwindigkeit von 320 km/h erreichte, während die Percival Prentice mit ihrem de Havilland Gipsy Queen 32-Kolbenmotor mit 254 PS (187 kW) nur auf eine Höchstgeschwindigkeit von 230 km/h kam.
Am 13. Januar 1953 wechselte Anthony Selway als Luftwaffenattaché an die Botschaft in Frankreich und wurde dort am 1. Januar 1955 zum Generalmajor (Air-Vice Marshal) befördert. Danach wurde am 1. Oktober 1955 Luftwaffenattaché an der Botschaft in den USA und fungierte zugleich in Personalunion bis März 1958 als Kommandeur des Luftstabes der dortigen Britischen Gemeinsamen Streitkräftemission BJSM (British Joint Services Mission). Nach seiner Rückkehr wurde er am 22. September 1958 Kommandeur AOC (Air Officer Commanding) der No 18 (Reconnaissance) Group und verblieb in dieser Verwendung bis zum 30. Juni 1960. Zugleich war er als solcher in Personalunion zwischen September 1958 und Juni 1960 auch Leitender Luftwaffenoffizier für Schottland (Senior RAF Officer, Scotland) sowie Luftwaffenkommandeur für die nördliche Unterregion der Region Ostatlantik im NATO-Atlantikkommando SACLANT (Air Commander, Northern Sub-Area Eastern Atlantic Area, Supreme Allied Command Atlantic).
Selway war danach zwischen dem 30. Juni 1960 und Mai 1962 Oberkommandierender der Luftstreitkräfte im Fernen Osten (Commander-in-Chief, Far East Air Force). In dieser Verwendung wurde er am 31. Dezember 1960 zum Knight Commander des Order of the Bath (KCB) geschlagen, so dass er seitdem den Namenszusatz „Sir“ führte. Am darauf folgenden 1. Januar 1961 wurde er zudem zum Generalleutnant (Air Marshal) befördert. Zuletzt wurde er am 10. August 1962 Nachfolger von Air Marshal	Edward Chilton als Oberkommandierender des Küstenkommandos (Air Officer Commanding-in-Chief, RAF Coastal Command) ab. Diesen Posten hatte er bis Januar 1965 inne, woraufhin am 22. Januar 1965 Air Marshal Paul Davie Holder seine dortige Nachfolge antrat. In Personalunion war er zwischen August 1962 und Januar 1965 Kommandeur der Seeluftstreitkräfte im Ostatlantik sowie Oberkommandierender der Luftstreitkräfte des Alliierten NATO-Kommandos Ärmelkanal (Commander Maritime Air, Eastern Atlantic Area & Air Commander in Chief, Allied Command Channel). Am 20. Februar 1965, seinem 56. Geburtstag, trat er in den Ruhestand.
Sir Anthony Dunkerton „Mark“ Selway bekleidete ferner zwischen dem 25. September 1964 und dem 9. Februar 1968 das Ehrenamt als Gentleman Usher of the Scarlet Rod und war danach vom 1968 9. Februar bis zum 3. August 1979 Registrator und Sekretär des Order of the Bath. Er war seit 1936 mit Patricia Graham MacFarlane, Tochter von P. C. MacFarlane, verheiratet.